# انفصالية ألبيرتا

علم ألبيرتا

موقع ألبيرتا (برتقالي) في كندا (بني فاتح)

انفصالية ألبيرتا هي حركة تدعو إلى انفصال مقاطعة ألبيرتا عن كندا بهدف إنشاء دولة مستقلة، أو تكوين اتحاد جديد مع واحدة أو أكثر من المقاطعات الغربية الأخرى في كندا.

## التأسيس
تنبع انفصالية ألبيرتا من إيمان البعض بأن لدى ألبيرتا ثقافة مميزة عن باقي كندا، خصوصا كندا الوسطى وكندا الشرقية، ومن إيمانهم بأن ألبيرتا متضررة اقتصاديا بسبب السياسات الفيدرالية التي ألحقت الأذى بألبيرتا. في السابق، ارتفعت الرسوم الجمركية لتطوير إنتاج الجرارات في أونتاريو بزيادة ثمن الجرارات لألبيرتا. في عقد 1980، نظر لسياسة الطاقة الوطنية بأنها شيء يأذي مصالح ألبيرتا. يعتمد اقتصاد ألبيرتا على تربية المواشي، وفي السنوات الأخيرة من القرن العشرين، تعزز بواسطة إيرادات ضخمة من إنتاج النفط والغاز. طورت ألبيرتا ثقافة سياسية في كل من الاقتصاد والقضايا الاقتصادية، مثل باقي كندا.

## التاريخ
ظهرت الانفصالية في عقد 1930 داخل حزب الدين الاجتماعي، الذي أسس حكومة ألبيرتا. حثت حكومة كندا البنوك والصحف في ألبيرتا على إلغاء القوانين الممررة من قبل مجلس ألبيرتا التشريعي لتنفيذ شكل من الدين الاجتماعي ستكون غير دستوري. بدأ أتباع رئيس الوزراء ويليام أبرهارت بالمطالبة بالانفصال عن كندا، لكن نصح أبرهارت نفسه بالالتزام بالهدوء ورفض الانفصال. سخرت وسائل الإعلام من الحركة الانفصالية واصفة إياها بأنها حركة ضعيفة غير مثقفة.

### عقد 1980
في 1980، ظهرت الحركة الانفصالية في كندا الغربية عندما جذبت المئات من الناس الذين قاموا بمسيرات والتي أدت إلى إجراء انتخابات انفصال لمجلس ألبيرتا التشريعي.
خلال عقد 1980، عندما أنشأ برنامج الطاقة الوطنية من قبل الحكومة الاتحادية تحت قيادة رئيس الوزراء الليبريالي بيير ترودو، وصل الدعم لانفصالية ألبيرتا إلى مستويات كبيرة منذ 2012. انتخب جوردون كسلر لمجلس ألبيرتا التشريعي في انتخابات خاصة في منافسة مع مرشح حزب فكرة كندا الغربية. في رد على ذلك، دعى رئيس الوزراء بيتر لوغهيد إلى انتخابات مفاجئة، قدم فيها الحزب 78 مرشحا في 79 دائرة انتخابية في المقاطعات. رغم أن الحزب فاز بحوالي %12 من الأصوات الشعبية (ما يقارب 111.000 صوت)، خسر كسلر بعد تغيير الدوائر الانتخابية، ولم ينتخب مرشحين آخرين. انخفضت شعبية الحزب بعد هزيمة الحزب التقدمي المحافظ، تحت قيادة بريان مولروني، لرئيس الوزراء جون تورنر في الانتخابات الفيدرالية لسنة 1984. تحت قيادة مولروني، تفكك برنامج الطاقة الوطنية بسرعة.

## للمزيد من القراءة
- Bell, Edward. "'Separatism and Quasi-Separatism in Alberta," Prairie Forum, Sep 2007, Vol. 32 Issue 2, pp 335–355
- Larry Pratt & Garth Stevenson Western separatism: the myths, realities & dangers (1981)
- Michael Wagner. Alberta: Separatism Then and Now (St. Catharines, ON: Freedom Press Canada Inc., 2009) 138 pp, favourable account that concludes, "The odds of Alberta actually leaving Confederation are remote, at this point." However, he adds, "in my view, separatism has a future."

## وصلات خارجية
- Alberta Freedom Party
- Republic of Alberta
- Free Alberta
- Alberta Republicans
- Project Alberta
- Separation Party of Alberta
- "On the Trail of Alberta Separatists," By Joe Obad, Alberta Views, March-April, 2004